# هرمانوف میستتس
هرمانوف میستتس (به چکی: Heřmanův Městec) یک منطقهٔ مسکونی در جمهوری چک است که در ناحیه خرودیم واقع شده‌است. هرمانوف میستتس ۴٬۸۲۲ نفر جمعیت دارد.